# Jules Guérin (médecin)
Pour les articles homonymes, voir Jules Guérin et Guérin.
Jules Guérin, né le 11 mars 1801 à Boussu et mort le 25 janvier 1886 à Hyères, est un médecin belge.

## Biographie
Il étudie de 1821 à 1826 à l'Université d'État de Louvain.
Il prend la direction en 1828 de la Gazette de la santé qui devient plus tard la Gazette médicale de Paris. Il est l'un des premiers journalistes spécialisés dans une matière particulière.
En 1835, il fonde, avec Charles Pravaz l'établissement orthopédique appelé l'Institut orthopédique de Paris au château de la Muette, à Passy. 
Il a une grande influence sur le développement de la science orthopédique.
Le docteur Démétrius Zambaco (ca) le mentionne en 1882 comme un précieux conseil pour le traitement de l'onanisme juvénile :

« Pendant mon voyage à Londres, pour assister au Congrès médical international j'ai eu la chance de me rencontrer avec M. le Dr Jules Guérin. J'ai soumis à notre éminent confrère le cas désespérant de ces deux enfants et lui demandai son avis. M. le Dr J. Guérin m'a affirmé avoir guéri des jeunes filles affectées du vice de l'onanisme et lorsque tout traitement avait échoué, en brûlant le clitoris au fer rouge. »